# (27008) 1998 FW2
1998 أف دابليو 2 (ويعرف أيضًا باسم (27008) 1998 أف دابليو 2 وفق تسمية الكوكب الصغير) (بالإنجليزية: 1998 FW2)‏ هو كويكب ضمن حزام الكويكبات؛ وترتيبه 27008 من حيث الاكتشاف.
اكتُشف هذا الجُرم الفلكي بواسطة Christian B. Luginbuhl ‏ في 20 مارس 1998.

## وصلات خارجية
- (27008) 1998 FW2 في قاعدة بيانات مختبر الدفع النفاث لأجرام النظام الشمسي الصغيرة

- الاكتشاف · مخطط المدار ·  العناصر المدارية · المعلمات المادية

- (27008) 1998 FW2 على موقع ويكي سكاي: DSS2, SDSS, GALEX, IRAS, Hydrogen α, X-Ray, Astrophoto, Sky Map, Articles and images